# Liste des monuments historiques du Val-d'Oise
Cette liste recense les monuments historiques du département du Val-d'Oise, en France.

## Statistiques
Au 30 juillet 2025, le Val-d'Oise compte 303 édifices comportant au moins une protection au titre des monuments historiques, dont 150 sont classés et 165 sont inscrits. Le total des monuments classés et inscrits est supérieur au nombre total de monuments protégés car plusieurs d'entre eux sont à la fois classés et inscrits.
La liste suivante les recense, organisée par commune.
- Haut – A
- B
- C
- D
- E
- F
- G
- H
- I
- J
- K
- L
- M
- N
- O
- P
- Q
- R
- S
- T
- U
- V
- W
- X
- Y
- Z

## Liste
| Monument                                                        | Commune                  | Adresse                                                         | Coordonnées                      | Notice         | Protection | Date       | Illustration                                                    |
| --------------------------------------------------------------- | ------------------------ | --------------------------------------------------------------- | -------------------------------- | -------------- | ---------- | ---------- | --------------------------------------------------------------- |
| Église Notre-Dame-de-l'Assomption de La Villeneuve-Saint-Martin | Ableiges                 |                                                                 | 49° 04′ 03″ nord, 1° 58′ 05″ est | « PA00079972 » | Inscrit    | 1931       | Église Notre-Dame-de-l'Assomption de La Villeneuve-Saint-Martin |
| Église Saint-Martin d'Ableiges                                  | Ableiges                 |                                                                 | 49° 05′ 19″ nord, 1° 58′ 56″ est | « PA00079971 » | Classé     | 1931       | Église Saint-Martin d'Ableiges                                  |
| Église Saint-Martin d'Aincourt                                  | Aincourt                 |                                                                 | 49° 04′ 18″ nord, 1° 46′ 36″ est | « PA00079973 » | Inscrit    | 1939       | Église Saint-Martin d'Aincourt                                  |
| Maison-forte de la ferme du Colombier                           | Aincourt                 | 19 rue d'Arthies                                                | 49° 04′ 20″ nord, 1° 46′ 36″ est | « PA95000014 » | Inscrit    | 2003       | Maison-forte de la ferme du Colombier                           |
| Sanatorium d'Aincourt                                           | Aincourt                 |                                                                 | 49° 04′ 50″ nord, 1° 45′ 30″ est | « PA95000005 » | Inscrit    | 1999       | Sanatorium d'Aincourt                                           |
| Château d'Ambleville                                            | Ambleville               |                                                                 | 49° 09′ 02″ nord, 1° 41′ 47″ est | « PA00079974 » | Classé     | 1945       | Château d'Ambleville                                            |
| Église Saint-Léger d'Amenucourt                                 | Amenucourt               |                                                                 | 49° 06′ 22″ nord, 1° 38′ 32″ est | « PA00079975 » | Inscrit    | 1940       | Église Saint-Léger d'Amenucourt                                 |
| Colombier d'Andilly                                             | Andilly                  | 7 rue Charles-de-Gaulle                                         | 49° 00′ 16″ nord, 2° 17′ 53″ est | « PA00079976 » | Inscrit    | 1988       | Colombier d'Andilly                                             |
| Abbaye Notre-Dame d'Argenteuil                                  | Argenteuil               | 17 rue Notre-Dame                                               | 48° 56′ 27″ nord, 2° 14′ 55″ est | « PA95000001 » | Inscrit    | 1996       | Abbaye Notre-Dame d'Argenteuil                                  |
| Allée couverte des Déserts                                      | Argenteuil               | Les Vachons                                                     | 48° 57′ 08″ nord, 2° 16′ 58″ est | « PA00079977 » | Classé     | 1943       | Allée couverte des Déserts                                      |
| Chapelle Saint-Jean d'Argenteuil                                | Argenteuil               |                                                                 | 48° 56′ 28″ nord, 2° 14′ 52″ est | « PA00079978 » | Classé     | 1945       | Chapelle Saint-Jean d'Argenteuil                                |
| Château du Marais                                               | Argenteuil               |                                                                 | 48° 56′ 08″ nord, 2° 13′ 41″ est | « PA00079979 » | Inscrit    | 1931       | Château du Marais                                               |
| Château d'Arnouville                                            | Arnouville               |                                                                 | 49° 01′ 51″ nord, 2° 01′ 45″ est | « PA95000006 » | Inscrit    | 2000       | Château d'Arnouville                                            |
| Église Saint-Denis d'Arnouville                                 | Arnouville               |                                                                 | 48° 58′ 44″ nord, 2° 25′ 19″ est | « PA00079980 » | Inscrit    | 1986       | Église Saint-Denis d'Arnouville                                 |
| Fontaine d'Arnouville                                           | Arnouville               | Place de la République                                          | 48° 58′ 49″ nord, 2° 25′ 25″ est | « PA00079981 » | Inscrit    | 1929       | Fontaine d'Arnouville                                           |
| Allée couverte de la côte du Libéra                             | Arronville               | Côte du Libéra                                                  | 49° 09′ 45″ nord, 2° 07′ 11″ est | « PA00079982 » | Classé     | 1963       | Allée couverte de la côte du Libéra                             |
| Château de Balincourt                                           | Arronville               |                                                                 | 49° 09′ 28″ nord, 2° 06′ 41″ est | « PA00079983 » | Inscrit    | 1989       | Château de Balincourt                                           |
| Église Saint-Pierre-Saint-Paul d'Arronville                     | Arronville               |                                                                 | 49° 10′ 55″ nord, 2° 06′ 49″ est | « PA00079984 » | Classé     | 1943       | Église Saint-Pierre-Saint-Paul d'Arronville                     |
| Château d'Arthies                                               | Arthies                  |                                                                 | 49° 05′ 36″ nord, 1° 47′ 30″ est | « PA00079985 » | Inscrit    | 1948       | Château d'Arthies                                               |
| Église Saint-Aignan d'Arthies                                   | Arthies                  |                                                                 | 49° 05′ 38″ nord, 1° 47′ 21″ est | « PA00079986 » | Inscrit    | 1926       | Église Saint-Aignan d'Arthies                                   |
| Abbaye de Royaumont                                             | Asnières-sur-Oise        |                                                                 | 49° 08′ 52″ nord, 2° 22′ 55″ est | « PA00079987 » | Classé     | 1927       | Abbaye de Royaumont                                             |
| Château de Touteville                                           | Asnières-sur-Oise        |                                                                 | 49° 07′ 52″ nord, 2° 21′ 28″ est | « PA00080243 » | Classé     | 1992       | Château de Touteville                                           |
| Église Saint-Rémi d'Asnières-sur-Oise                           | Asnières-sur-Oise        |                                                                 | 49° 07′ 55″ nord, 2° 21′ 20″ est | « PA00079988 » | Inscrit    | 1985       | Église Saint-Rémi d'Asnières-sur-Oise                           |
| Église Saint-Martin d'Attainville                               | Attainville              |                                                                 | 49° 03′ 25″ nord, 2° 20′ 46″ est | « PA00079989 » | Classé     | 1912       | Église Saint-Martin d'Attainville                               |
| Auberge Ravoux                                                  | Auvers-sur-Oise          | 52 rue du Général-de-Gaulle                                     | 49° 04′ 14″ nord, 2° 10′ 17″ est | « PA00079990 » | Classé     | 1984       | Auberge Ravoux                                                  |
| Castel Val                                                      | Auvers-sur-Oise          | 4 rue des Meulières                                             | 49° 04′ 18″ nord, 2° 08′ 52″ est | « PA95000015 » | Inscrit    | 2006       | Castel Val                                                      |
| Chapelle Saint-Nicolas du Valhermeil                            | Auvers-sur-Oise          | Chaponval Rue Simone-Le-Danois                                  | 49° 04′ 08″ nord, 2° 08′ 03″ est | « PA00079991 » | Inscrit    | 1948       | Chapelle Saint-Nicolas du Valhermeil                            |
| Château d'Auvers                                                | Auvers-sur-Oise          |                                                                 | 49° 04′ 19″ nord, 2° 09′ 58″ est | « PA00079992 » | Inscrit    | 1988       | Château d'Auvers                                                |
| Église Notre-Dame-de-l'Assomption d'Auvers-sur-Oise             | Auvers-sur-Oise          |                                                                 | 49° 04′ 19″ nord, 2° 10′ 35″ est | « PA00079993 » | Classé     | 1915       | Église Notre-Dame-de-l'Assomption d'Auvers-sur-Oise             |
| Ancienne porte de la ferme de Montmaur                          | Auvers-sur-Oise          | 4-8 rue de la Sansonne                                          | 49° 04′ 16″ nord, 2° 10′ 18″ est | « PA00079994 » | Inscrit    | 1926       | Ancienne porte de la ferme de Montmaur                          |
| Maison du Docteur Gachet                                        | Auvers-sur-Oise          |                                                                 | 49° 04′ 19″ nord, 2° 09′ 22″ est | « PA00080245 » | Inscrit    | 1991       | Maison du Docteur Gachet                                        |
| Maison-atelier de Daubigny                                      | Auvers-sur-Oise          | 61 rue Daubigny                                                 | 49° 04′ 23″ nord, 2° 10′ 12″ est | « PA00080244 » | Classé     | 1993       | Maison-atelier de Daubigny                                      |
| Porte crénelée d'Auvers-sur-Oise                                | Auvers-sur-Oise          |                                                                 | 49° 04′ 19″ nord, 2° 10′ 15″ est | « PA00079995 » | Inscrit    | 1926       | Porte crénelée d'Auvers-sur-Oise                                |
| Église Saint-Lucien d'Avernes                                   | Avernes                  |                                                                 | 49° 05′ 06″ nord, 1° 52′ 25″ est | « PA00079996 » | Classé     | 1945       | Église Saint-Lucien d'Avernes                                   |
| Église Saint-Gédéon de Banthelu                                 | Banthelu                 |                                                                 | 49° 07′ 33″ nord, 1° 48′ 50″ est | « PA00079997 » | Inscrit    | 1927       | Église Saint-Gédéon de Banthelu                                 |
| Château de Beaumont-sur-Oise                                    | Beaumont-sur-Oise        | Place du Château                                                | 49° 08′ 38″ nord, 2° 17′ 11″ est | « PA00079998 » | Classé     | 1999       | Château de Beaumont-sur-Oise                                    |
| Cinéma Le Palace                                                | Beaumont-sur-Oise        | 2 rue Henri-Pasdeloup                                           | 49° 08′ 29″ nord, 2° 16′ 59″ est | « PA00135717 » | Inscrit    | 1990       | Cinéma Le Palace                                                |
| Église Saint-Laurent de Beaumont-sur-Oise                       | Beaumont-sur-Oise        |                                                                 | 49° 08′ 42″ nord, 2° 17′ 16″ est | « PA00079999 » | Classé     | 1862       | Église Saint-Laurent de Beaumont-sur-Oise                       |
| Hôtel du Croissant                                              | Beaumont-sur-Oise        | 2 rue Basse-de-la-Vallée                                        | 49° 08′ 39″ nord, 2° 17′ 15″ est | « PA00080000 » | Inscrit    | 1984       | Hôtel du Croissant                                              |
| Église Sainte-Marie-Madeleine du Bellay-en-Vexin                | Le Bellay-en-Vexin       | Le Village                                                      | 49° 09′ 04″ nord, 1° 53′ 15″ est | « PA00080001 » | Classé     | 1965       | Église Sainte-Marie-Madeleine du Bellay-en-Vexin                |
| Hôtel-Dieu du Bellay-en-Vexin                                   | Le Bellay-en-Vexin       |                                                                 | 49° 09′ 04″ nord, 1° 53′ 13″ est | « PA00080002 » | Classé     | 1913       | Hôtel-Dieu du Bellay-en-Vexin                                   |
| Église Saint-Georges de Belloy-en-France                        | Belloy-en-France         |                                                                 | 49° 05′ 22″ nord, 2° 22′ 04″ est | « PA00080003 » | Classé     | 1846       | Église Saint-Georges de Belloy-en-France                        |
| Église Saint-Denis de Berville                                  | Berville                 |                                                                 | 49° 11′ 29″ nord, 2° 04′ 13″ est | « PA00080004 » | Classé     | 1920       | Église Saint-Denis de Berville                                  |
| Église Saint-Gervais-et-Saint-Protais de Bessancourt            | Bessancourt              |                                                                 | 49° 02′ 19″ nord, 2° 13′ 05″ est | « PA00080005 » | Classé     | 1921       | Église Saint-Gervais-et-Saint-Protais de Bessancourt            |
| Oratoire du Val-Notre-Dame                                      | Bezons                   | Rue Alphonse-Cornaille                                          | 48° 56′ 15″ nord, 2° 12′ 24″ est | « PA00080006 » | Inscrit    | 1984       | Oratoire du Val-Notre-Dame                                      |
| Église Saint-André de Boissy-l'Aillerie                         | Boissy-l'Aillerie        |                                                                 | 49° 04′ 39″ nord, 2° 01′ 52″ est | « PA00080007 » | Inscrit    | 1926       | Église Saint-André de Boissy-l'Aillerie                         |
| Manoir du Réal                                                  | Boissy-l'Aillerie        |                                                                 | 49° 04′ 04″ nord, 2° 02′ 07″ est | « PA00080008 » | Inscrit    | 1974       | Manoir du Réal                                                  |
| Église Saint-Crépin-Saint-Crépinien de Bréançon                 | Bréançon                 |                                                                 | 49° 08′ 34″ nord, 2° 01′ 19″ est | « PA00080009 » | Classé     | 1980       | Église Saint-Crépin-Saint-Crépinien de Bréançon                 |
| Église Saint-Pierre-aux-Liens-et-Saint-Étienne de Brignancourt  | Brignancourt             |                                                                 | 49° 08′ 17″ nord, 1° 56′ 32″ est | « PA00080010 » | Classé     | 1910       | Église Saint-Pierre-aux-Liens-et-Saint-Étienne de Brignancourt  |
| Église Saint-Vivien de Bruyères-sur-Oise                        | Bruyères-sur-Oise        |                                                                 | 49° 09′ 25″ nord, 2° 19′ 53″ est | « PA00080011 » | Classé     | 1938       | Église Saint-Vivien de Bruyères-sur-Oise                        |
| Église Saint-Christophe de Cergy                                | Cergy                    | Place de l'Église                                               | 49° 02′ 00″ nord, 2° 03′ 42″ est | « PA00080012 » | Classé     | 1913       | Église Saint-Christophe de Cergy                                |
| Église Saint-Christophe de Cergy                                | Cergy                    | Place de l'Église                                               | 49° 02′ 00″ nord, 2° 03′ 42″ est | « PA00080013 » | Classé     | 1947       | Église Saint-Christophe de Cergy                                |
| Pierre-Fouret                                                   | Cergy                    | Gency                                                           | 49° 02′ 33″ nord, 2° 02′ 44″ est | « PA00080014 » | Classé     | 1889       | Pierre-Fouret                                                   |
| Prieuré de Cergy                                                | Cergy                    | Le Village                                                      | 49° 02′ 00″ nord, 2° 03′ 42″ est | « PA00080015 » | Inscrit    | 1926       | Prieuré de Cergy                                                |
| Calvaire de Champagne-sur-Oise                                  | Champagne-sur-Oise       | Place du Général-de-Gaulle                                      | 49° 08′ 01″ nord, 2° 13′ 51″ est | « PA00080016 » | Classé     | 1931       | Calvaire de Champagne-sur-Oise                                  |
| Église Notre-Dame-de-l'Assomption de Champagne-sur-Oise         | Champagne-sur-Oise       | Place du général de Gaulle                                      | 49° 08′ 00″ nord, 2° 13′ 51″ est | « PA00080017 » | Classé     | 1862       | Église Notre-Dame-de-l'Assomption de Champagne-sur-Oise         |
| Hôtel-Dieu de Champagne-sur-Oise                                | Champagne-sur-Oise       | 26 rue des Martyrs                                              | 49° 08′ 23″ nord, 2° 14′ 35″ est | « PA00080018 » | Inscrit    | 1986       | Hôtel-Dieu de Champagne-sur-Oise                                |
| Église Saint-Nicolas de La Chapelle-en-Vexin                    | La Chapelle-en-Vexin     |                                                                 | 49° 11′ 03″ nord, 1° 43′ 51″ est | « PA95000002 » | Inscrit    | 1997       | Église Saint-Nicolas de La Chapelle-en-Vexin                    |
| Église Saint-Sulpice de Chars                                   | Chars                    |                                                                 | 49° 09′ 38″ nord, 1° 56′ 24″ est | « PA00080019 » | Classé     | 1912       | Église Saint-Sulpice de Chars                                   |
| Église Saint-Martin de Châtenay-en-France                       | Châtenay-en-France       | Le Village                                                      | 49° 04′ 01″ nord, 2° 27′ 28″ est | « PA00080020 » | Classé     | 1990       | Église Saint-Martin de Châtenay-en-France                       |
| Chapelle Saint-Laurent de Méré                                  | Chaussy                  |                                                                 | 49° 06′ 19″ nord, 1° 42′ 20″ est | « PA00080021 » | Classé     | 1950       | Chapelle Saint-Laurent de Méré                                  |
| Domaine de Villarceaux                                          | Chaussy                  |                                                                 | 49° 07′ 23″ nord, 1° 42′ 21″ est | « PA00080022 » | Classé     | 1941       | Domaine de Villarceaux                                          |
| Église Saint-Crépin-et-Saint-Crépinien de Chaussy               | Chaussy                  |                                                                 | 49° 07′ 18″ nord, 1° 41′ 40″ est | « PA00080023 » | Inscrit    | 1927       | Église Saint-Crépin-et-Saint-Crépinien de Chaussy               |
| Tour de Méré                                                    | Chaussy                  | Méré                                                            | 49° 06′ 15″ nord, 1° 42′ 22″ est | « PA00080024 » | Inscrit    | 1927       | Tour de Méré                                                    |
| Église Saint-Leu-Saint-Gilles de Chennevières-lès-Louvres       | Chennevières-lès-Louvres |                                                                 | 49° 02′ 43″ nord, 2° 27′ 03″ est | « PA00080025 » | Classé     | 1980       | Église Saint-Leu-Saint-Gilles de Chennevières-lès-Louvres       |
| Croix de cimetière de Chérence                                  | Chérence                 |                                                                 | 49° 05′ 14″ nord, 1° 40′ 16″ est | « PA00080026 » | Inscrit    | 1950       | Croix de cimetière de Chérence                                  |
| Église Saint-Denis de Chérence                                  | Chérence                 |                                                                 | 49° 05′ 16″ nord, 1° 40′ 33″ est | « PA00080027 » | Classé     | 1962       | Église Saint-Denis de Chérence                                  |
| Ferme                                                           | Chérence                 | Au sud de l'église                                              | 49° 05′ 15″ nord, 1° 40′ 33″ est | « PA00080028 » | Inscrit    | 1926       | Ferme                                                           |
| Église Saint-Germain-de-Paris de Cléry-en-Vexin                 | Cléry-en-Vexin           |                                                                 | 49° 07′ 38″ nord, 1° 50′ 25″ est | « PA00080029 » | Classé     | 1929       | Église Saint-Germain-de-Paris de Cléry-en-Vexin                 |
| Église Saint-Martin de Commeny                                  | Commeny                  |                                                                 | 49° 07′ 37″ nord, 1° 53′ 23″ est | « PA00080030 » | Classé     | 1926       | Église Saint-Martin de Commeny                                  |
| Château de Villette                                             | Condécourt               |                                                                 | 49° 01′ 55″ nord, 1° 56′ 22″ est | « PA00080031 » | Classé     | 1942       | Château de Villette                                             |
| Église Saint-Pierre-ès-Liens de Condécourt                      | Condécourt               |                                                                 | 49° 02′ 27″ nord, 1° 56′ 29″ est | « PA00080032 » | Inscrit    | 1925       | Église Saint-Pierre-ès-Liens de Condécourt                      |
| Église Saint-Martin de Cormeilles-en-Parisis                    | Cormeilles-en-Parisis    | 124 rue Gabriel-Péri                                            | 48° 58′ 38″ nord, 2° 12′ 14″ est | « PA00080033 » | Classé     | 1997       | Église Saint-Martin de Cormeilles-en-Parisis                    |
| Église Saint-Martin de Cormeilles-en-Vexin                      | Cormeilles-en-Vexin      |                                                                 | 49° 06′ 56″ nord, 2° 01′ 04″ est | « PA00080034 » | Classé     | 1911       | Église Saint-Martin de Cormeilles-en-Vexin                      |
| Monument Ecce Homo                                              | Cormeilles-en-Vexin      | Cimetière                                                       | 49° 07′ 15″ nord, 2° 01′ 10″ est | « PA00080035 » | Classé     | 1942       | Monument Ecce Homo                                              |
| Église Saint-Lucien de Courcelles-sur-Viosne                    | Courcelles-sur-Viosne    |                                                                 | 49° 04′ 33″ nord, 2° 00′ 14″ est | « PA00080036 » | Classé     | 1908       | Église Saint-Lucien de Courcelles-sur-Viosne                    |
| Puits gallo-romain de Courcelles-sur-Viosne                     | Courcelles-sur-Viosne    | Bois-Seigneur                                                   | 49° 04′ 35″ nord, 1° 59′ 19″ est | « PA00080037 » | Inscrit    | 1942       | Image manquante Téléverser                                      |
| Église Saint-Martin de Courdimanche                             | Courdimanche             |                                                                 | 49° 02′ 07″ nord, 2° 00′ 05″ est | « PA00080038 » | Inscrit    | 1987       | Église Saint-Martin de Courdimanche                             |
| Église Notre-Dame-et-Saint-Eugène de Deuil-la-Barre             | Deuil-la-Barre           |                                                                 | 48° 58′ 34″ nord, 2° 19′ 33″ est | « PA00080039 » | Classé     | 1962       | Église Notre-Dame-et-Saint-Eugène de Deuil-la-Barre             |
| Église Sainte-Marie-Madeleine de Domont                         | Domont                   |                                                                 | 49° 01′ 36″ nord, 2° 19′ 35″ est | « PA00080040 » | Classé     | 1913       | Église Sainte-Marie-Madeleine de Domont                         |
| Château de la Chesnaye                                          | Eaubonne                 | 1 rue Voltaire                                                  | 48° 59′ 42″ nord, 2° 16′ 38″ est | « PA00080042 » | Classé     | 1979       | Château de la Chesnaye                                          |
| Hôtel de Mézières                                               | Eaubonne                 | Cours Albert-Ier                                                | 48° 59′ 33″ nord, 2° 16′ 56″ est | « PA00080043 » | Classé     | 1976       | Hôtel de Mézières                                               |
| Pavillons de garde                                              | Eaubonne                 | Rue du Docteur-Peyrot                                           | 48° 59′ 30″ nord, 2° 16′ 26″ est | « PA00080044 » | Inscrit    | 1942       | Pavillons de garde                                              |
| Petit château d'Eaubonne                                        | Eaubonne                 | 14 boulevard du Petit-Château                                   | 48° 59′ 26″ nord, 2° 16′ 25″ est | « PA00080041 » | Classé     | 1967       | Petit château d'Eaubonne                                        |
| Château d'Écouen                                                | Écouen                   |                                                                 | 49° 01′ 03″ nord, 2° 22′ 42″ est | « PA00080045 » | Classé     | 2007       | Château d'Écouen                                                |
| Église Saint-Acceul d'Écouen                                    | Écouen                   |                                                                 | 49° 01′ 05″ nord, 2° 22′ 47″ est | « PA00080046 » | Classé     | 1840       | Église Saint-Acceul d'Écouen                                    |
| Fort d'Écouen                                                   | Écouen                   |                                                                 | 49° 00′ 54″ nord, 2° 22′ 43″ est | « PA95000016 » | Classé     | 2007       | Fort d'Écouen                                                   |
| Grange dîmière d'Écouen                                         | Écouen                   | Place de la Mairie                                              | 49° 01′ 07″ nord, 2° 22′ 41″ est | « PA00080047 » | Inscrit    | 1985       | Grange dîmière d'Écouen                                         |
| Château d'Ennery                                                | Ennery                   |                                                                 | 49° 04′ 40″ nord, 2° 06′ 13″ est | « PA00080048 » | Classé     | 1942       | Château d'Ennery                                                |
| Croix de cimetière d'Ennery                                     | Ennery                   | Le Moutier                                                      | 49° 04′ 36″ nord, 2° 06′ 20″ est | « PA00080049 » | Classé     | 1977       | Croix de cimetière d'Ennery                                     |
| Église Saint-Aubin d'Ennery                                     | Ennery                   |                                                                 | 49° 04′ 37″ nord, 2° 06′ 20″ est | « PA00080050 » | Classé     | 1911       | Église Saint-Aubin d'Ennery                                     |
| Croix de cimetière d'Épiais-lès-Louvres                         | Épiais-lès-Louvres       | Le Village                                                      | 49° 01′ 55″ nord, 2° 33′ 29″ est | « PA00080052 » | Classé     | 1969       | Croix de cimetière d'Épiais-lès-Louvres                         |
| Croix hosannière d'Épiais-lès-Louvres                           | Épiais-lès-Louvres       |                                                                 | 49° 01′ 55″ nord, 2° 33′ 23″ est | « PA00080051 » | Classé     | 1969       | Croix hosannière d'Épiais-lès-Louvres                           |
| Église Notre-Dame de l'Assomption d'Épiais-lès-Louvres          | Épiais-lès-Louvres       |                                                                 | 49° 01′ 55″ nord, 2° 33′ 28″ est | « PA00080053 » | Inscrit    | 1966       | Église Notre-Dame de l'Assomption d'Épiais-lès-Louvres          |
| Église Notre-Dame d'Épiais-Rhus                                 | Épiais-Rhus              |                                                                 | 49° 07′ 22″ nord, 2° 03′ 45″ est | « PA00080054 » | Classé     | 1911       | Église Notre-Dame d'Épiais-Rhus                                 |
| Vestiges gallo-romains de Vallangoujard                         | Épiais-Rhus              |                                                                 | 49° 08′ 05″ nord, 2° 05′ 22″ est | « PA95000010 » | Inscrit    | 1983       | Image manquante Téléverser                                      |
| Vestiges gallo-romains de Vallangoujard                         | Épiais-Rhus              |                                                                 | 49° 08′ 05″ nord, 2° 05′ 22″ est | « PA95000011 » | Inscrit    | 1983       | Image manquante Téléverser                                      |
| Château de Champlâtreux                                         | Épinay-Champlâtreux      |                                                                 | 49° 05′ 09″ nord, 2° 24′ 40″ est | « PA00080055 » | Classé     | 1989       | Château de Champlâtreux                                         |
| Club des Espérances                                             | Ermont                   | 3 avenue de l'Europe                                            | 48° 59′ 31″ nord, 2° 14′ 52″ est | « PA95000017 » | Inscrit    | 2008       | Club des Espérances                                             |
| Église Notre-Dame-de-l'Assomption d'Ézanville                   | Ézanville                |                                                                 | 49° 01′ 45″ nord, 2° 21′ 43″ est | « PA00080056 » | Classé     | 1915       | Église Notre-Dame-de-l'Assomption d'Ézanville                   |
| Église Saint-Aquilin de Fontenay-en-Parisis                     | Fontenay-en-Parisis      |                                                                 | 49° 03′ 13″ nord, 2° 27′ 03″ est | « PA00080057 » | Classé     | 1886       | Église Saint-Aquilin de Fontenay-en-Parisis                     |
| Église Saint-Étienne de Fosses                                  | Fosses                   | Grande-Rue                                                      | 49° 05′ 44″ nord, 2° 29′ 19″ est | « PA00080058 » | Classé     | 1913       | Église Saint-Étienne de Fosses                                  |
| Presbytère de Frémainville                                      | Frémainville             | Rue du Pavé                                                     | 49° 03′ 59″ nord, 1° 52′ 00″ est | « PA00080059 » | Inscrit    | 1950       | Presbytère de Frémainville                                      |
| Église Notre-Dame-de-l'Assomption de Frémécourt                 | Frémécourt               |                                                                 | 49° 07′ 11″ nord, 2° 00′ 06″ est | « PA00080060 » | Inscrit    | 1974       | Église Notre-Dame-de-l'Assomption de Frémécourt                 |
| Église Saint-Martin de Frouville                                | Frouville                |                                                                 | 49° 08′ 54″ nord, 2° 09′ 02″ est | « PA00080061 » | Inscrit    | 1925       | Église Saint-Martin de Frouville                                |
| Château de Gadancourt                                           | Gadancourt               |                                                                 | 49° 05′ 48″ nord, 1° 51′ 30″ est | « PA00080062 » | Classé     | 1948       | Château de Gadancourt                                           |
| Croix de cimetière de Gadancourt                                | Gadancourt               |                                                                 | 49° 05′ 54″ nord, 1° 51′ 23″ est | « PA00080063 » | Classé     | 1942       | Croix de cimetière de Gadancourt                                |
| Église Saint-Martin de Gadancourt                               | Gadancourt               |                                                                 | 49° 05′ 48″ nord, 1° 51′ 28″ est | « PA00080064 » | Classé     | 1920       | Église Saint-Martin de Gadancourt                               |
| Château de Garges                                               | Garges-lès-Gonesse       | Rue de Verdun                                                   | 48° 58′ 02″ nord, 2° 24′ 48″ est | « PA00080065 » | Inscrit    | 1944       | Château de Garges                                               |
| Croix de cimetière de Genainville                               | Genainville              |                                                                 | 49° 07′ 32″ nord, 1° 44′ 49″ est | « PA00080066 » | Classé     | 1944       | Croix de cimetière de Genainville                               |
| Église Saint-Pierre de Genainville                              | Genainville              |                                                                 | 49° 07′ 30″ nord, 1° 45′ 10″ est | « PA00080067 » | Classé     | 1920       | Église Saint-Pierre de Genainville                              |
| Prieuré de Genainville                                          | Genainville              |                                                                 | 49° 07′ 29″ nord, 1° 45′ 10″ est | « PA00080068 » | Inscrit    | 1926       | Prieuré de Genainville                                          |
| Site archéologique de Genainville                               | Genainville              |                                                                 | 49° 07′ 14″ nord, 1° 46′ 16″ est | « PA00080069 » | Classé     | 1941, 1981 | Site archéologique de Genainville                               |
| Église Saint-Pierre de Génicourt                                | Génicourt                |                                                                 | 49° 05′ 19″ nord, 2° 04′ 05″ est | « PA00080070 » | Classé     | 1944       | Église Saint-Pierre de Génicourt                                |
| Église Saint-Pierre-Saint-Paul de Gonesse                       | Gonesse                  |                                                                 | 48° 59′ 17″ nord, 2° 26′ 51″ est | « PA00080071 » | Classé     | 1862       | Église Saint-Pierre-Saint-Paul de Gonesse                       |
| Hôtel-Dieu de Gonesse                                           | Gonesse                  |                                                                 | 48° 59′ 18″ nord, 2° 26′ 53″ est | « PA00080072 » | Inscrit    | 1937       | Hôtel-Dieu de Gonesse                                           |
| Pigeonnier de Garlande                                          | Gonesse                  | Rue de la Fontaine-Saint-Nicolas                                | 48° 59′ 05″ nord, 2° 27′ 09″ est | « PA00080073 » | Inscrit    | 1980       | Pigeonnier de Garlande                                          |
| Pigeonnier d'Orgemont                                           | Gonesse                  | 1 rue de Paris                                                  | 48° 59′ 05″ nord, 2° 26′ 31″ est | « PA00080074 » | Inscrit    | 1973       | Pigeonnier d'Orgemont                                           |
| Église Saint-Pierre-Saint-Paul de Goussainville                 | Goussainville            | rue Brûlée                                                      | 49° 00′ 50″ nord, 2° 27′ 56″ est | « PA00080075 » | Classé     | 1914       | Église Saint-Pierre-Saint-Paul de Goussainville                 |
| Écuries du château de Goussainville                             | Goussainville            | rue du Pont                                                     | 49° 00′ 46″ nord, 2° 27′ 53″ est | « IA00080285 » | Classé     | 1940       | Écuries du château de Goussainville                             |
| Croix de cimetière de Gouzangrez                                | Gouzangrez               |                                                                 | 49° 06′ 45″ nord, 1° 54′ 35″ est | « PA00080076 » | Inscrit    | 1926       | Croix de cimetière de Gouzangrez                                |
| Église Notre-Dame-de-l'Assomption de Gouzangrez                 | Gouzangrez               |                                                                 | 49° 06′ 45″ nord, 1° 54′ 35″ est | « PA00080077 » | Inscrit    | 1926       | Église Notre-Dame-de-l'Assomption de Gouzangrez                 |
| Église Saint-Caprais de Grisy-les-Plâtres                       | Grisy-les-Plâtres        |                                                                 | 49° 07′ 52″ nord, 2° 03′ 03″ est | « PA00080078 » | Classé     | 1914       | Église Saint-Caprais de Grisy-les-Plâtres                       |
| Église Saint-Martin de Groslay                                  | Groslay                  |                                                                 | 48° 59′ 14″ nord, 2° 20′ 38″ est | « PA00080079 » | Classé     | 1929       | Église Saint-Martin de Groslay                                  |
| Allée couverte du Bois-Couturier                                | Guiry-en-Vexin           | La Garenne                                                      | 49° 07′ 04″ nord, 1° 50′ 39″ est | « PA00080080 » | Classé     | 1958       | Allée couverte du Bois-Couturier                                |
| Calvaire Saint-Nicolas                                          | Guiry-en-Vexin           | Rue Saint-Nicolas                                               | 49° 06′ 36″ nord, 1° 51′ 06″ est | « PA00080081 » | Inscrit    | 1985       | Calvaire Saint-Nicolas                                          |
| Château du Cabin                                                | Guiry-en-Vexin           |                                                                 | 49° 06′ 16″ nord, 1° 51′ 31″ est | « PA00080083 » | Inscrit    | 1950       | Château du Cabin                                                |
| Château de Guiry                                                | Guiry-en-Vexin           |                                                                 | 49° 06′ 29″ nord, 1° 51′ 03″ est | « PA00080082 » | Classé     | 1944       | Château de Guiry                                                |
| Croix pattée de Guiry-en-Vexin                                  | Guiry-en-Vexin           |                                                                 | 49° 07′ 11″ nord, 1° 51′ 28″ est | « PA00080084 » | Inscrit    | 1950       | Croix pattée de Guiry-en-Vexin                                  |
| Église Saint-Nicolas de Guiry-en-Vexin                          | Guiry-en-Vexin           |                                                                 | 49° 06′ 33″ nord, 1° 51′ 05″ est | « PA00080085 » | Classé     | 1942       | Église Saint-Nicolas de Guiry-en-Vexin                          |
| Colombier d'Haravilliers                                        | Haravilliers             |                                                                 | 49° 10′ 25″ nord, 2° 03′ 24″ est | « PA00080086 » | Inscrit    | 1978       | Colombier d'Haravilliers                                        |
| Église Notre-Dame-de-l'Assomption de Haravilliers               | Haravilliers             |                                                                 | 49° 10′ 26″ nord, 2° 03′ 20″ est | « PA00080087 » | Classé     | 1915       | Église Notre-Dame-de-l'Assomption de Haravilliers               |
| Église de l'Annonciation de Haute-Isle                          | Haute-Isle               |                                                                 | 49° 05′ 01″ nord, 1° 39′ 33″ est | « PA00080088 » | Inscrit    | 1926       | Église de l'Annonciation de Haute-Isle                          |
| Église Saint-Georges du Heaulme                                 | Le Heaulme               |                                                                 | 49° 09′ 57″ nord, 2° 00′ 03″ est | « PA00080089 » | Inscrit    | 1926       | Église Saint-Georges du Heaulme                                 |
| Église de la Sainte-Trinité d'Hédouville                        | Hédouville               |                                                                 | 49° 09′ 06″ nord, 2° 10′ 06″ est | « PA00080090 » | Inscrit    | 1926       | Église de la Sainte-Trinité d'Hédouville                        |
| Église Saint-Martin d'Herblay                                   | Herblay                  |                                                                 | 48° 59′ 15″ nord, 2° 09′ 36″ est | « PA00080091 » | Inscrit    | 1925       | Église Saint-Martin d'Herblay                                   |
| Église Saint-Clair d'Hérouville                                 | Hérouville-en-Vexin      |                                                                 | 49° 06′ 03″ nord, 2° 07′ 55″ est | « PA00080092 » | Classé     | 1915       | Église Saint-Clair d'Hérouville                                 |
| Chapelle Sainte-Marguerite d'Hodent                             | Hodent                   |                                                                 | 49° 08′ 43″ nord, 1° 46′ 05″ est | « PA00080093 » | Inscrit    | 1953       | Chapelle Sainte-Marguerite d'Hodent                             |
| Église Saint-Léger de Jagny-sous-Bois                           | Jagny-sous-Bois          |                                                                 | 49° 04′ 41″ nord, 2° 26′ 37″ est | « PA00080097 » | Classé     | 1980       | Église Saint-Léger de Jagny-sous-Bois                           |
| Église de la Nativité de la Sainte-Vierge de Jouy-le-Moutier    | Jouy-le-Moutier          | Grande-Rue                                                      | 49° 00′ 58″ nord, 2° 02′ 48″ est | « PA00080098 » | Classé     | 1912       | Église de la Nativité de la Sainte-Vierge de Jouy-le-Moutier    |
| Grande Pierre de Jouy                                           | Jouy-le-Moutier          | Les Grandes Pierres                                             | 49° 01′ 17″ nord, 2° 02′ 06″ est | « PA00080099 » | Classé     | 1976       | Grande Pierre de Jouy                                           |
| Château de Labbeville                                           | Labbeville               | Rue du Château                                                  | 49° 08′ 13″ nord, 2° 08′ 40″ est | « PA00080100 » | Inscrit    | 1981       | Château de Labbeville                                           |
| Église Saint-Martin de Labbeville                               | Labbeville               |                                                                 | 49° 08′ 11″ nord, 2° 08′ 42″ est | « PA00080101 » | Inscrit    | 1926       | Église Saint-Martin de Labbeville                               |
| Château de Stors                                                | L'Isle-Adam              |                                                                 | 49° 05′ 23″ nord, 2° 12′ 33″ est | « PA95000008 » | Inscrit    | 2001       | Château de Stors                                                |
| Dolmen de la Pierre Plate                                       | L'Isle-Adam              |                                                                 | 49° 06′ 32″ nord, 2° 15′ 44″ est | « PA00080094 » | Classé     | 1932       | Dolmen de la Pierre Plate                                       |
| Église Saint-Martin de L'Isle-Adam                              | L'Isle-Adam              |                                                                 | 49° 06′ 43″ nord, 2° 13′ 03″ est | « PA00080095 » | Classé     | 1941       | Église Saint-Martin de L'Isle-Adam                              |
| Pavillon chinois de Cassan                                      | L'Isle-Adam              |                                                                 | 49° 07′ 01″ nord, 2° 13′ 53″ est | « PA00080096 » | Inscrit    | 1965       | Pavillon chinois de Cassan                                      |
| Église Notre-Dame-de-la-Nativité-et-Saint-Fiacre de Livilliers  | Livilliers               |                                                                 | 49° 05′ 41″ nord, 2° 05′ 43″ est | « PA00080102 » | Classé     | 1936       | Église Notre-Dame-de-la-Nativité-et-Saint-Fiacre de Livilliers  |
| Croix de cimetière de Longuesse (soubassement)                  | Longuesse                |                                                                 | 49° 03′ 50″ nord, 1° 56′ 14″ est | « PA00080103 » | Inscrit    | 1937       | Croix de cimetière de Longuesse (soubassement)                  |
| Église Saint-Gildard de Longuesse                               | Longuesse                | Grande Rue                                                      | 49° 03′ 44″ nord, 1° 55′ 52″ est | « PA00080104 » | Classé     | 1910       | Église Saint-Gildard de Longuesse                               |
| Église Saint-Justin de Louvres                                  | Louvres                  | Rue Saint-Justin / rue des Deux-Églises                         | 49° 02′ 29″ nord, 2° 30′ 23″ est | « PA00080105 » | Classé     | 1914       | Église Saint-Justin de Louvres                                  |
| Tour Saint-Rieul                                                | Louvres                  | Rue Saint-Justin / rue des Deux-Églises                         | 49° 02′ 28″ nord, 2° 30′ 23″ est | « PA00080105 » | Classé     | 1914       | Tour Saint-Rieul                                                |
| Ferme de la rue aux Blés                                        | Louvres                  | 7 rue aux Blés                                                  | 49° 02′ 27″ nord, 2° 30′ 19″ est | « PA95000007 » | Inscrit    | 2000       | Ferme de la rue aux Blés                                        |
| Hôtel-Dieu de Louvres                                           | Louvres                  | 26 rue de Paris                                                 | 49° 02′ 23″ nord, 2° 30′ 23″ est | « PA00080106 » | Classé     | 1924       | Hôtel-Dieu de Louvres                                           |
| Abbaye d'Hérivaux                                               | Luzarches                |                                                                 | 49° 07′ 02″ nord, 2° 28′ 36″ est | « PA00080107 » | Inscrit    | 1926       | Abbaye d'Hérivaux                                               |
| Église Saint-Côme-Saint-Damien de Luzarches                     | Luzarches                |                                                                 | 49° 06′ 44″ nord, 2° 25′ 43″ est | « PA00080108 » | Classé     | 1912       | Église Saint-Côme-Saint-Damien de Luzarches                     |
| Ferme d'Hérivaux                                                | Luzarches                |                                                                 | 49° 07′ 03″ nord, 2° 28′ 30″ est | « PA95000003 » | Inscrit    | 1998       | Ferme d'Hérivaux                                                |
| Halle de Luzarches                                              | Luzarches                |                                                                 | 49° 06′ 47″ nord, 2° 25′ 20″ est | « PA00080109 » | Inscrit    | 1928       | Halle de Luzarches                                              |
| Vestiges du château et du prieuré Saint-Côme                    | Luzarches                | Rue Saint-Cosme                                                 | 49° 06′ 46″ nord, 2° 25′ 08″ est | « PA00080110 » | Inscrit    | 1940       | Vestiges du château et du prieuré Saint-Côme                    |
| Église Notre-Dame-des-Champs de Maffliers                       | Maffliers                |                                                                 | 49° 04′ 39″ nord, 2° 18′ 24″ est | « PA00080111 » | Inscrit    | 1931       | Église Notre-Dame-des-Champs de Maffliers                       |
| Calvaire de Magny-en-Vexin                                      | Magny-en-Vexin           |                                                                 | 49° 09′ 23″ nord, 1° 47′ 11″ est | « PA00080112 » | Classé     | 1908       | Calvaire de Magny-en-Vexin                                      |
| Église Notre-Dame-de-la-Nativité de Magny-en-Vexin              | Magny-en-Vexin           |                                                                 | 49° 09′ 24″ nord, 1° 47′ 11″ est | « PA00080113 » | Classé     | 1908       | Église Notre-Dame-de-la-Nativité de Magny-en-Vexin              |
| Hôtel de Brière                                                 | Magny-en-Vexin           | 22 place de la Halle                                            | 49° 09′ 18″ nord, 1° 47′ 16″ est | « PA00080246 » | Inscrit    | 1990       | Hôtel de Brière                                                 |
| Hôtel de Crosne                                                 | Magny-en-Vexin           | 20 rue de Crosne                                                | 49° 09′ 06″ nord, 1° 47′ 14″ est | « PA00080114 » | Classé     | 1944       | Hôtel de Crosne                                                 |
| Maison des Bôves                                                | Magny-en-Vexin           | Rue du Moulin-de-la-Planche                                     | 49° 09′ 42″ nord, 1° 47′ 24″ est | « PA00125476 » | Inscrit    | 1993       | Maison des Bôves                                                |
| Maison de Henri II                                              | Magny-en-Vexin           | 34 rue Carnot                                                   | 49° 09′ 18″ nord, 1° 47′ 08″ est | « PA00080115 » | Inscrit    | 1965       | Maison de Henri II                                              |
| Piliers de Magny-en-Vexin                                       | Magny-en-Vexin           | Rue de Paris                                                    | 49° 09′ 11″ nord, 1° 47′ 14″ est | « PA00080116 » | Inscrit    | 1932       | Piliers de Magny-en-Vexin                                       |
| Église Saint-Martin de Mareil-en-France                         | Mareil-en-France         |                                                                 | 49° 04′ 12″ nord, 2° 25′ 45″ est | « PA00080117 » | Inscrit    | 1914       | Église Saint-Martin de Mareil-en-France                         |
| Château de Marines                                              | Marines                  | Place Peyran                                                    | 49° 08′ 35″ nord, 1° 58′ 48″ est | « PA00080118 » | Inscrit    | 1984       | Château de Marines                                              |
| Église Saint-Rémi de Marines                                    | Marines                  |                                                                 | 49° 08′ 44″ nord, 1° 58′ 59″ est | « PA00080119 » | Classé     | 1981       | Église Saint-Rémi de Marines                                    |
| Église Saint-Étienne de Marly-la-Ville                          | Marly-la-Ville           |                                                                 | 49° 04′ 44″ nord, 2° 29′ 58″ est | « PA00080120 » | Classé     | 1933       | Église Saint-Étienne de Marly-la-Ville                          |
| Château de Maudétour                                            | Maudétour-en-Vexin       |                                                                 | 49° 05′ 56″ nord, 1° 46′ 35″ est | « PA00080121 » | Inscrit    | 1947       | Château de Maudétour                                            |
| Château de Balincourt                                           | Menouville               |                                                                 | 49° 09′ 28″ nord, 2° 06′ 41″ est | « PA00080122 » | Inscrit    | 1989       | Château de Balincourt                                           |
| Abbaye Notre-Dame du Val                                        | Mériel                   |                                                                 | 49° 04′ 58″ nord, 2° 13′ 35″ est | « PA00080123 » | Classé     | 1947       | Abbaye Notre-Dame du Val                                        |
| Château de Méry-sur-Oise                                        | Méry-sur-Oise            |                                                                 | 49° 03′ 58″ nord, 2° 11′ 23″ est | « PA00080124 » | Inscrit    | 1937       | Château de Méry-sur-Oise                                        |
| Église Saint-Denis de Méry-sur-Oise                             | Méry-sur-Oise            |                                                                 | 49° 03′ 57″ nord, 2° 11′ 24″ est | « PA00080125 » | Classé     | 1915       | Église Saint-Denis de Méry-sur-Oise                             |
| Église de la Nativité-de-la-Vierge du Mesnil-Aubry              | Le Mesnil-Aubry          |                                                                 | 49° 02′ 57″ nord, 2° 24′ 02″ est | « PA00080126 » | Classé     | 1840       | Église de la Nativité-de-la-Vierge du Mesnil-Aubry              |
| Château de Montgeroult                                          | Montgeroult              |                                                                 | 49° 05′ 04″ nord, 2° 00′ 20″ est | « PA00080127 » | Classé     | 1996       | Château de Montgeroult                                          |
| Église Notre-Dame-de-l'Assomption de Montgeroult                | Montgeroult              |                                                                 | 49° 05′ 04″ nord, 2° 00′ 20″ est | « PA00080128 » | Classé     | 1941       | Église Notre-Dame-de-l'Assomption de Montgeroult                |
| Chapelle Sainte-Thérèse de Montmagny                            | Montmagny                | 242 rue d'Épinay                                                | 48° 57′ 43″ nord, 2° 19′ 56″ est | « PA00125477 » | Classé     | 1997       | Chapelle Sainte-Thérèse de Montmagny                            |
| Collégiale Saint-Martin de Montmorency                          | Montmorency              |                                                                 | 48° 59′ 06″ nord, 2° 19′ 08″ est | « PA00080130 » | Classé     | 1840       | Collégiale Saint-Martin de Montmorency                          |
| Musée Jean-Jacques-Rousseau                                     | Montmorency              | Le Mont-Louis 5 rue Jean-Jacques-Rousseau 4-6 rue du Mont-Louis | 48° 59′ 13″ nord, 2° 19′ 17″ est | « PA00080131 » | Classé     | 1984       | Musée Jean-Jacques-Rousseau                                     |
| Orangerie du château de Montmorency                             | Montmorency              | 23-25-27 rue du Temple                                          | 48° 59′ 02″ nord, 2° 19′ 00″ est | « PA00080129 » | Inscrit    | 1977       | Orangerie du château de Montmorency                             |
| Dolmen de Coppière                                              | Montreuil-sur-Epte       | Les Fontaines                                                   | 49° 09′ 49″ nord, 1° 41′ 05″ est | « PA00080132 » | Classé     | 1895       | Dolmen de Coppière                                              |
| Église Saint-Denis de Montreuil-sur-Epte                        | Montreuil-sur-Epte       |                                                                 | 49° 10′ 40″ nord, 1° 40′ 41″ est | « PA00080133 » | Inscrit    | 1985       | Église Saint-Denis de Montreuil-sur-Epte                        |
| Pont d'Aveny sur l'Epte                                         | Montreuil-sur-Epte       |                                                                 | 49° 09′ 25″ nord, 1° 39′ 38″ est | « PA00135713 » | Classé     | 1995       | Pont d'Aveny sur l'Epte                                         |
| Croix de Montsoult                                              | Montsoult                |                                                                 | 49° 04′ 14″ nord, 2° 18′ 34″ est | « PA00080134 » | Inscrit    | 1926       | Croix de Montsoult                                              |
| Église Saint-Sulpice de Montsoult                               | Montsoult                |                                                                 | 49° 04′ 15″ nord, 2° 18′ 35″ est | « PA00080135 » | Inscrit    | 1926       | Église Saint-Sulpice de Montsoult                               |
| Église Saint-André de Moussy                                    | Moussy                   |                                                                 | 49° 08′ 15″ nord, 1° 54′ 30″ est | « PA00080136 » | Inscrit    | 1926       | Église Saint-André de Moussy                                    |
| Prieuré de Moussy                                               | Moussy                   |                                                                 | 49° 08′ 16″ nord, 1° 54′ 31″ est | « PA00080137 » | Classé     | 1927       | Prieuré de Moussy                                               |
| Croix de Nesles-la-Vallée                                       | Nesles-la-Vallée         | Les Côtes de l'étang                                            | 49° 07′ 33″ nord, 2° 11′ 05″ est | « PA00080138 » | Classé     | 1907       | Croix de Nesles-la-Vallée                                       |
| Église Saint-Symphorien de Nesles-la-Vallée                     | Nesles-la-Vallée         |                                                                 | 49° 07′ 45″ nord, 2° 10′ 11″ est | « PA00080139 » | Classé     | 1862       | Église Saint-Symphorien de Nesles-la-Vallée                     |
| Manoir de Nesles-la-Vallée                                      | Nesles-la-Vallée         | Rue Pierre-Pilon                                                | 49° 07′ 43″ nord, 2° 10′ 11″ est | « PA00080140 » | Inscrit    | 1984       | Manoir de Nesles-la-Vallée                                      |
| Polissoir de la forêt du Lay                                    | Nesles-la-Vallée         | Le Bois Brûlé                                                   | 49° 08′ 55″ nord, 2° 11′ 32″ est | « PA00080141 » | Classé     | 1976       | Image manquante Téléverser                                      |
| Tour de Santeuil                                                | Nesles-la-Vallée         |                                                                 | 49° 08′ 19″ nord, 2° 09′ 53″ est | « PA00080142 » | Inscrit    | 1926       | Tour de Santeuil                                                |
| Château de Neuville-sur-Oise                                    | Neuville-sur-Oise        |                                                                 | 49° 00′ 47″ nord, 2° 03′ 40″ est | « PA00080143 » | Inscrit    | 1952       | Château de Neuville-sur-Oise                                    |
| Château de Nointel                                              | Nointel                  |                                                                 | 49° 07′ 48″ nord, 2° 17′ 29″ est | « PA00080144 » | Inscrit    | 1997       | Château de Nointel                                              |
| Église Saint-Germain-d'Auxerre de Noisy-sur-Oise                | Noisy-sur-Oise           |                                                                 | 49° 08′ 20″ nord, 2° 19′ 44″ est | « PA00080145 » | Inscrit    | 1969       | Église Saint-Germain-d'Auxerre de Noisy-sur-Oise                |
| Croix de cimetière de Nucourt                                   | Nucourt                  | Cimetière                                                       | 49° 09′ 47″ nord, 1° 50′ 39″ est | « PA00080146 » | Classé     | 1963       | Croix de cimetière de Nucourt                                   |
| Église Saint-Quentin de Nucourt                                 | Nucourt                  |                                                                 | 49° 09′ 48″ nord, 1° 50′ 40″ est | « PA00080147 » | Classé     | 1915       | Église Saint-Quentin de Nucourt                                 |
| Tombe de Jacques comte de Monthiers                             | Nucourt                  | Cimetière                                                       | 49° 09′ 47″ nord, 1° 50′ 38″ est | « PA00080148 » | Classé     | 1938       | Tombe de Jacques comte de Monthiers                             |
| Commanderie d'Omerville                                         | Omerville                |                                                                 | 49° 09′ 04″ nord, 1° 43′ 45″ est | « PA00080149 » | Inscrit    | 1926       | Commanderie d'Omerville                                         |
| Croix de cimetière d'Omerville                                  | Omerville                |                                                                 | 49° 08′ 27″ nord, 1° 43′ 11″ est | « PA00080151 » | Classé     | 1927       | Croix de cimetière d'Omerville                                  |
| Croix Fromage                                                   | Omerville                | Place Saint Martin                                              | 49° 08′ 25″ nord, 1° 43′ 11″ est | « PA00080150 » | Inscrit    | 1927       | Croix Fromage                                                   |
| Église Saint-Martin d'Omerville                                 | Omerville                |                                                                 | 49° 08′ 24″ nord, 1° 43′ 05″ est | « PA00080152 » | Classé     | 1927       | Église Saint-Martin d'Omerville                                 |
| Manoir de Mornay-Villarceaux                                    | Omerville                |                                                                 | 49° 08′ 24″ nord, 1° 43′ 14″ est | « PA00080153 » | Inscrit    | 1927       | Manoir de Mornay-Villarceaux                                    |
| Château de Grouchy                                              | Osny                     |                                                                 | 49° 03′ 58″ nord, 2° 03′ 41″ est | « PA00080154 » | Inscrit    | 1990       | Château de Grouchy                                              |
| Colonne de Réal                                                 | Osny                     |                                                                 | 49° 03′ 42″ nord, 2° 02′ 28″ est | « PA00080155 » | Inscrit    | 1948       | Colonne de Réal                                                 |
| Église Saint-Pierre-aux-Liens d'Osny                            | Osny                     |                                                                 | 49° 03′ 38″ nord, 2° 03′ 47″ est | « PA00080156 » | Inscrit    | 1926       | Église Saint-Pierre-aux-Liens d'Osny                            |
| Colombier de Boulonville                                        | Parmain                  | 84 rue du Maréchal-Joffre                                       | 49° 08′ 04″ nord, 2° 12′ 18″ est | « PA00080157 » | Inscrit    | 1965       | Colombier de Boulonville                                        |
| Église Saint-Denis de Jouy-le-Comte                             | Parmain                  |                                                                 | 49° 07′ 40″ nord, 2° 12′ 25″ est | « PA00080158 » | Classé     | 1912       | Église Saint-Denis de Jouy-le-Comte                             |
| Trou à Morts                                                    | Parmain                  | Val de Nesles                                                   | 49° 08′ 07″ nord, 2° 11′ 48″ est | « PA00080159 » | Classé     | 1974       | Trou à Morts                                                    |
| Croix du Perchay                                                | Le Perchay               |                                                                 | 49° 06′ 32″ nord, 1° 55′ 59″ est | « PA00080160 » | Inscrit    | 1926       | Croix du Perchay                                                |
| Église Sainte-Marie-Madeleine du Perchay                        | Le Perchay               |                                                                 | 49° 06′ 32″ nord, 1° 55′ 59″ est | « PA00080161 » | Inscrit    | 1979       | Église Sainte-Marie-Madeleine du Perchay                        |
| Église Notre-Dame-de-l'Assomption du Plessis-Gassot             | Le Plessis-Gassot        |                                                                 | 49° 02′ 03″ nord, 2° 24′ 49″ est | « PA00080162 » | Classé     | 1930       | Église Notre-Dame-de-l'Assomption du Plessis-Gassot             |
| Ancien hôtel de ville de Pontoise                               | Pontoise                 | Place du Petit-Martroy                                          | 49° 03′ 03″ nord, 2° 05′ 48″ est | « PA00080171 » | Inscrit    | 1939       | Ancien hôtel de ville de Pontoise                               |
| Carmel de Pontoise                                              | Pontoise                 | 55 rue Pierre-Butin                                             | 49° 02′ 57″ nord, 2° 05′ 51″ est | « PA00080165 » | Inscrit    | 1986       | Carmel de Pontoise                                              |
| Cathédrale Saint-Maclou de Pontoise                             | Pontoise                 |                                                                 | 49° 03′ 02″ nord, 2° 05′ 50″ est | « PA00080163 » | Classé     | 1840       | Cathédrale Saint-Maclou de Pontoise                             |
| Cave                                                            | Pontoise                 | 30 rue de la Bretonnerie                                        | 49° 03′ 01″ nord, 2° 05′ 41″ est | « PA00080169 » | Inscrit    | 1944       | Image manquante Téléverser                                      |
| Cave                                                            | Pontoise                 | 7 rue de la Coutellerie                                         | 49° 03′ 02″ nord, 2° 05′ 46″ est | « PA00080170 » | Inscrit    | 1944       | Image manquante Téléverser                                      |
| Chapelle des Cordeliers de Pontoise                             | Pontoise                 | Place de l'Hôtel-de-Ville                                       | 49° 03′ 02″ nord, 2° 06′ 03″ est | « PA00080164 » | Inscrit    | 1929       | Chapelle des Cordeliers de Pontoise                             |
| Église Notre-Dame de Pontoise                                   | Pontoise                 |                                                                 | 49° 02′ 58″ nord, 2° 05′ 32″ est | « PA00080166 » | Inscrit    | 1926       | Église Notre-Dame de Pontoise                                   |
| Hôpital des Enfermés                                            | Pontoise                 | 85 rue Pierre-Butin                                             | 49° 02′ 58″ nord, 2° 05′ 42″ est | « PA00080167 » | Inscrit    | 1939       | Hôpital des Enfermés                                            |
| Hôtel de la Coutellerie                                         | Pontoise                 | Rue de la Coutellerie                                           | 49° 03′ 00″ nord, 2° 05′ 40″ est | « PA00080174 » | Classé     | 1928       | Hôtel de la Coutellerie                                         |
| Moulin des Patis                                                | Pontoise                 | 2 rue des Deux-Ponts                                            | 49° 03′ 10″ nord, 2° 05′ 07″ est | « PA00080172 » | Inscrit    | 1979       | Moulin des Patis                                                |
| Musée Tavet-Delacour                                            | Pontoise                 |                                                                 | 49° 03′ 03″ nord, 2° 05′ 59″ est | « PA00080168 » | Inscrit    | 1926       | Musée Tavet-Delacour                                            |
| Remparts de Pontoise                                            | Pontoise                 | Rue de la Coutellerie Boulevard Jean-Jaurès                     | 49° 03′ 03″ nord, 2° 05′ 47″ est | « PA00080173 » | Inscrit    | 1954       | Remparts de Pontoise                                            |
| Allée couverte du Blanc Val                                     | Presles                  | Le Blanc Val                                                    | 49° 06′ 13″ nord, 2° 17′ 00″ est | « PA00080175 » | Classé     | 1951       | Allée couverte du Blanc Val                                     |
| Dolmen de la Pierre Plate                                       | Presles                  |                                                                 | 49° 06′ 33″ nord, 2° 15′ 44″ est | « PA00080176 » | Classé     | 1932       | Dolmen de la Pierre Plate                                       |
| Église Saint-Germain-l'Auxerrois de Presles                     | Presles                  |                                                                 | 49° 06′ 57″ nord, 2° 16′ 52″ est | « PA00080177 » | Inscrit    | 1926       | Église Saint-Germain-l'Auxerrois de Presles                     |
| Église Sainte-Geneviève de Puiseux-en-France                    | Puiseux-en-France        |                                                                 | 49° 04′ 05″ nord, 2° 28′ 40″ est | « PA00080178 » | Inscrit    | 1976       | Église Sainte-Geneviève de Puiseux-en-France                    |
| Croix de cimetière de Puiseux-Pontoise                          | Puiseux-Pontoise         | Cimetière                                                       | 49° 03′ 27″ nord, 2° 01′ 05″ est | « PA00080179 » | Classé     | 1938       | Croix de cimetière de Puiseux-Pontoise                          |
| Église Saint-Pierre de Puiseux-Pontoise                         | Puiseux-Pontoise         | Le Village                                                      | 49° 03′ 27″ nord, 2° 01′ 06″ est | « PA00080180 » | Inscrit    | 1966       | Église Saint-Pierre de Puiseux-Pontoise                         |
| Château de La Roche-Guyon                                       | La Roche-Guyon           |                                                                 | 49° 04′ 52″ nord, 1° 37′ 41″ est | « PA00080181 » | Classé     | 1943       | Château de La Roche-Guyon                                       |
| Église Saint-Samson de La Roche-Guyon                           | La Roche-Guyon           |                                                                 | 49° 04′ 55″ nord, 1° 37′ 47″ est | « PA00080182 » | Inscrit    | 1926       | Église Saint-Samson de La Roche-Guyon                           |
| Fontaine de La Roche-Guyon                                      | La Roche-Guyon           | Place de l'Écu                                                  | 49° 04′ 52″ nord, 1° 37′ 46″ est | « PA00080183 » | Inscrit    | 1965       | Fontaine de La Roche-Guyon                                      |
| Hôtel de ville de La Roche-Guyon                                | La Roche-Guyon           |                                                                 | 49° 04′ 52″ nord, 1° 37′ 48″ est | « PA00080184 » | Inscrit    | 1946       | Hôtel de ville de La Roche-Guyon                                |
| Château des Caramans                                            | Roissy-en-France         |                                                                 | 49° 00′ 20″ nord, 2° 31′ 14″ est | « PA00080185 » | Inscrit    | 1925       | Château des Caramans                                            |
| Église Saint-Éloi de Roissy-en-France                           | Roissy-en-France         |                                                                 | 49° 00′ 02″ nord, 2° 30′ 55″ est | « PA00080186 » | Classé     | 1942       | Église Saint-Éloi de Roissy-en-France                           |
| Église Saint-Georges de Ronquerolles                            | Ronquerolles             |                                                                 | 49° 10′ 04″ nord, 2° 13′ 10″ est | « PA00080187 » | Classé     | 1913       | Église Saint-Georges de Ronquerolles                            |
| Église Saint-Brice de Saint-Brice-sous-Forêt                    | Saint-Brice-sous-Forêt   | 89 rue de Paris                                                 | 49° 00′ 06″ nord, 2° 21′ 17″ est | « PA00080188 » | Classé     | 1964       | Église Saint-Brice de Saint-Brice-sous-Forêt                    |
| Maison de l'Escuyer                                             | Saint-Brice-sous-Forêt   | 34 rue de Paris                                                 | 48° 59′ 57″ nord, 2° 21′ 24″ est | « PA00080189 » | Inscrit    | 1976       | Image manquante Téléverser                                      |
| Pavillon Colombe                                                | Saint-Brice-sous-Forêt   | 1, 3, 5, 9, 9bis, 11, 13, 15 rue Edith-Wharton                  | 48° 59′ 58″ nord, 2° 21′ 18″ est | « PA00080190 » | Classé     | 1994       | Pavillon Colombe                                                |
| Église Notre-Dame de Saint-Clair-sur-Epte                       | Saint-Clair-sur-Epte     |                                                                 | 49° 12′ 23″ nord, 1° 40′ 46″ est | « PA00080191 » | Classé     | 1938       | Église Notre-Dame de Saint-Clair-sur-Epte                       |
| Ermitage de Saint-Clair                                         | Saint-Clair-sur-Epte     |                                                                 | 49° 12′ 37″ nord, 1° 40′ 51″ est | « PA00080192 » | Inscrit    | 1984       | Ermitage de Saint-Clair                                         |
| Église Saint-Cyr-et-Sainte-Julitte de Saint-Cyr-en-Arthies      | Saint-Cyr-en-Arthies     |                                                                 | 49° 03′ 42″ nord, 1° 44′ 34″ est | « PA00080193 » | Inscrit    | 1947       | Église Saint-Cyr-et-Sainte-Julitte de Saint-Cyr-en-Arthies      |
| Château de Magnitot                                             | Saint-Gervais            |                                                                 | 49° 09′ 58″ nord, 1° 44′ 11″ est | « PA00080194 » | Inscrit    | 1977       | Château de Magnitot                                             |
| Église Saint-Gervais-et-Saint-Protais de Saint-Gervais          | Saint-Gervais            |                                                                 | 49° 10′ 09″ nord, 1° 46′ 06″ est | « PA00080195 » | Classé     | 1909       | Église Saint-Gervais-et-Saint-Protais de Saint-Gervais          |
| Château du Maréchal de Catinat                                  | Saint-Gratien            |                                                                 | 48° 58′ 16″ nord, 2° 17′ 04″ est | « PA00080196 » | Inscrit    | 1965       | Château du Maréchal de Catinat                                  |
| Château de Franconville                                         | Saint-Martin-du-Tertre   |                                                                 | 49° 06′ 23″ nord, 2° 20′ 04″ est | « PA00080197 » | Inscrit    | 1987       | Château de Franconville                                         |
| Dolmen de la Pierre Turquaise                                   | Saint-Martin-du-Tertre   | La Forêt de Carnelle                                            | 49° 06′ 20″ nord, 2° 18′ 50″ est | « PA00080198 » | Classé     | 1900       | Dolmen de la Pierre Turquaise                                   |
| Abbaye de Maubuisson                                            | Saint-Ouen-l'Aumône      |                                                                 | 49° 02′ 46″ nord, 2° 07′ 00″ est | « PA00080199 » | Classé     | 1947       | Abbaye de Maubuisson                                            |
| Colombier de Saint-Ouen-l'Aumône                                | Saint-Ouen-l'Aumône      | Avenue de Verdun                                                | 49° 02′ 24″ nord, 2° 06′ 17″ est | « PA00080200 » | Inscrit    | 1947       | Colombier de Saint-Ouen-l'Aumône                                |
| Église Saint-Ouen de Saint-Ouen-l'Aumône                        | Saint-Ouen-l'Aumône      |                                                                 | 49° 02′ 21″ nord, 2° 06′ 17″ est | « PA00080201 » | Inscrit    | 1926       | Église Saint-Ouen de Saint-Ouen-l'Aumône                        |
| Château de la Chasse                                            | Saint-Prix               | Chemin de Montlignon à Bouffémont                               | 49° 01′ 48″ nord, 2° 17′ 34″ est | « PA00080202 » | Inscrit    | 1933       | Château de la Chasse                                            |
| Cimetière de Bosc                                               | Saint-Prix               |                                                                 | 49° 01′ 54″ nord, 2° 17′ 08″ est | « PA00080203 » | Inscrit    | 1933       | Cimetière de Bosc                                               |
| Église Saint-Prix de Saint-Prix                                 | Saint-Prix               |                                                                 | 49° 00′ 59″ nord, 2° 15′ 58″ est | « PA00080204 » | Inscrit    | 1926       | Église Saint-Prix de Saint-Prix                                 |
| Moulin de Sannois                                               | Sannois                  | Chemin des Moulins                                              | 48° 58′ 07″ nord, 2° 14′ 33″ est | « PA00080205 » | Inscrit    | 1975       | Moulin de Sannois                                               |
| Croix de cimetière de Santeuil                                  | Santeuil                 | Cimetière                                                       | 49° 07′ 34″ nord, 1° 57′ 08″ est | « PA00080206 » | Classé     | 1938       | Croix de cimetière de Santeuil                                  |
| Église Saint-Pierre-et-Saint-Paul de Santeuil                   | Santeuil                 | Rue de l'Église                                                 | 49° 07′ 34″ nord, 1° 57′ 07″ est | « PA00080207 » | Classé     | 1894       | Église Saint-Pierre-et-Saint-Paul de Santeuil                   |
| Église Saint-Pierre-et-Saint-Paul de Sarcelles                  | Sarcelles                |                                                                 | 48° 59′ 49″ nord, 2° 22′ 45″ est | « PA00080208 » | Classé     | 1911       | Église Saint-Pierre-et-Saint-Paul de Sarcelles                  |
| Manoir de Miraville ou Hôtel de ville de Sarcelles              | Sarcelles                | 3 rue de la Résistance                                          | 48° 59′ 51″ nord, 2° 22′ 42″ est | « PA95000018 » | Inscrit    | 2011       | Manoir de Miraville ou Hôtel de ville de Sarcelles              |
| Menhir de Gaillonnet                                            | Seraincourt              | 6 rue de Montcient                                              | 49° 01′ 28″ nord, 1° 52′ 22″ est | « PA95000019 » | Inscrit    | 2017       | Image manquante Téléverser                                      |
| Église Saint-Sulpice de Seraincourt                             | Seraincourt              |                                                                 | 49° 02′ 07″ nord, 1° 51′ 57″ est | « PA00080209 » | Classé     | 1930       | Église Saint-Sulpice de Seraincourt                             |
| Église Saint-Martin de Survilliers                              | Survilliers              |                                                                 | 49° 05′ 53″ nord, 2° 32′ 44″ est | « PA00080210 » | Classé     | 1945       | Église Saint-Martin de Survilliers                              |
| Église Notre-Dame de Taverny                                    | Taverny                  |                                                                 | 49° 01′ 50″ nord, 2° 13′ 40″ est | « PA00080211 » | Classé     | 1846       | Église Notre-Dame de Taverny                                    |
| Croix de l'Ormeteau-Marie                                       | Théméricourt             |                                                                 | 49° 05′ 11″ nord, 1° 53′ 41″ est | « PA00080212 » | Classé     | 1938       | Croix de l'Ormeteau-Marie                                       |
| Église Notre-Dame de Théméricourt                               | Théméricourt             |                                                                 | 49° 05′ 12″ nord, 1° 53′ 42″ est | « PA00080213 » | Classé     | 1929       | Église Notre-Dame de Théméricourt                               |
| Chapelle Saint-Claude de Theuville                              | Theuville                |                                                                 | 49° 09′ 13″ nord, 2° 04′ 22″ est | « PA00080214 » | Inscrit    | 1926       | Chapelle Saint-Claude de Theuville                              |
| Église Saint-Denis du Thillay                                   | Le Thillay               | Le Village                                                      | 49° 00′ 04″ nord, 2° 28′ 08″ est | « PA00080215 » | Inscrit    | 1965       | Église Saint-Denis du Thillay                                   |
| Château de Dampont                                              | Us                       |                                                                 | 49° 06′ 36″ nord, 1° 58′ 21″ est | « PA95000009 » | Inscrit    | 2002       | Château de Dampont                                              |
| Église Notre-Dame-de-la-Nativité d'Us                           | Us                       |                                                                 | 49° 06′ 00″ nord, 1° 58′ 03″ est | « PA00080216 » | Inscrit    | 1926       | Église Notre-Dame-de-la-Nativité d'Us                           |
| Église Saint-Martin de Vallangoujard                            | Vallangoujard            |                                                                 | 49° 08′ 17″ nord, 2° 06′ 47″ est | « PA00080217 » | Classé     | 1915       | Église Saint-Martin de Vallangoujard                            |
| Vestiges gallo-romains de Vallangoujard                         | Vallangoujard            | La Garenne                                                      | 49° 08′ 05″ nord, 2° 05′ 22″ est | « PA00080218 » | Classé     | 1967       | Image manquante Téléverser                                      |
| Église Saint-Quentin de Valmondois                              | Valmondois               |                                                                 | 49° 05′ 46″ nord, 2° 11′ 28″ est | « PA00080219 » | Inscrit    | 1935       | Église Saint-Quentin de Valmondois                              |
| Moulin de la Naze                                               | Valmondois               | 15 rue Léon-Bernard                                             | 49° 06′ 25″ nord, 2° 11′ 01″ est | « PA00080220 » | Inscrit    | 1987       | Moulin de la Naze                                               |
| Allée couverte du cimetière aux Anglais                         | Vauréal                  | Les Loctaines                                                   | 49° 01′ 51″ nord, 2° 01′ 45″ est | « PA00080221 » | Classé     | 1969       | Allée couverte du cimetière aux Anglais                         |
| Ancienne croix de cimetière de Vauréal                          | Vauréal                  | Cimetière                                                       | 49° 01′ 54″ nord, 2° 01′ 54″ est | « PA00080222 » | Classé     | 1932       | Ancienne croix de cimetière de Vauréal                          |
| Église Notre-Dame-de-l'Assomption de Vauréal                    | Vauréal                  |                                                                 | 49° 02′ 02″ nord, 2° 01′ 57″ est | « PA00080223 » | Inscrit    | 1926       | Église Notre-Dame-de-l'Assomption de Vauréal                    |
| Croix de Vétheuil                                               | Vétheuil                 |                                                                 | 49° 03′ 55″ nord, 1° 42′ 04″ est | « PA00080224 » | Classé     | 1921       | Croix de Vétheuil                                               |
| Église Notre-Dame de Vétheuil                                   | Vétheuil                 |                                                                 | 49° 03′ 55″ nord, 1° 42′ 04″ est | « PA00080225 » | Classé     | 1840       | Église Notre-Dame de Vétheuil                                   |
| Escalier d'accès à l'église Notre-Dame de Vétheuil              | Vétheuil                 |                                                                 | 49° 03′ 55″ nord, 1° 42′ 03″ est | « PA00080226 » | Inscrit    | 1984       | Escalier d'accès à l'église Notre-Dame de Vétheuil              |
| Château de Viarmes                                              | Viarmes                  |                                                                 | 49° 07′ 35″ nord, 2° 22′ 08″ est | « PA00080227 » | Inscrit    | 1926       | Château de Viarmes                                              |
| Église Saint-Pierre-et-Saint-Paul de Viarmes                    | Viarmes                  |                                                                 | 49° 07′ 32″ nord, 2° 22′ 10″ est | « PA00080228 » | Inscrit    | 2004       | Église Saint-Pierre-et-Saint-Paul de Viarmes                    |
| Fontaine aux Moines                                             | Viarmes                  |                                                                 | 49° 07′ 16″ nord, 2° 22′ 45″ est | « PA95000013 » | Classé     | 2003       | Fontaine aux Moines                                             |
| Château de Vigny                                                | Vigny                    |                                                                 | 49° 04′ 36″ nord, 1° 55′ 35″ est | « PA00080229 » | Inscrit    | 1984       | Château de Vigny                                                |
| Église Notre-Dame-de-la-Nativité de Villaines-sous-Bois         | Villaines-sous-Bois      |                                                                 | 49° 04′ 35″ nord, 2° 21′ 28″ est | « PA00080230 » | Inscrit    | 1969       | Église Notre-Dame-de-la-Nativité de Villaines-sous-Bois         |
| Grange de Vaulerent                                             | Villeron                 |                                                                 | 49° 03′ 14″ nord, 2° 32′ 00″ est | « PA00080231 » | Classé     | 1889       | Grange de Vaulerent                                             |
| Château de Villers-en-Arthies                                   | Villers-en-Arthies       |                                                                 | 49° 05′ 33″ nord, 1° 43′ 24″ est | « PA00080232 » | Inscrit    | 1945       | Château de Villers-en-Arthies                                   |
| Église Saint-Martin de Villers-en-Arthies                       | Villers-en-Arthies       |                                                                 | 49° 05′ 20″ nord, 1° 43′ 37″ est | « PA00080233 » | Inscrit    | 1939       | Église Saint-Martin de Villers-en-Arthies                       |
| Église Saint-Sulpice de Villiers-Adam                           | Villiers-Adam            | Place Aristide-Briand                                           | 49° 03′ 51″ nord, 2° 14′ 00″ est | « PA00080234 » | Classé     | 1927       | Église Saint-Sulpice de Villiers-Adam                           |
| Église Saint-Didier de Villiers-le-Bel                          | Villiers-le-Bel          |                                                                 | 49° 00′ 30″ nord, 2° 23′ 21″ est | « PA00080235 » | Classé     | 1931       | Église Saint-Didier de Villiers-le-Bel                          |
| Maison                                                          | Villiers-le-Bel          | 46 rue de la République                                         | 49° 00′ 24″ nord, 2° 23′ 16″ est | « PA00080236 » | Inscrit    | 1938       | Maison                                                          |
| Puits gallo-romain de Villiers-le-Bel                           | Villiers-le-Bel          | 2 rue Jules-Ferry                                               | 49° 00′ 29″ nord, 2° 23′ 25″ est | « PA00080237 » | Classé     | 1978       | Puits gallo-romain de Villiers-le-Bel                           |
| Église Saint-Thomas-Becket de Villiers-le-Sec                   | Villiers-le-Sec          |                                                                 | 49° 00′ 30″ nord, 2° 23′ 21″ est | « PA00080238 » | Inscrit    | 1970       | Église Saint-Thomas-Becket de Villiers-le-Sec                   |
| Croix de cimetière de Wy-dit-Joli-Village                       | Wy-dit-Joli-Village      |                                                                 | 49° 06′ 12″ nord, 1° 50′ 09″ est | « PA00080239 » | Classé     | 1946       | Croix de cimetière de Wy-dit-Joli-Village                       |
| Église Saint-Romain de Wy-dit-Joli-Village                      | Wy-dit-Joli-Village      |                                                                 | 49° 06′ 12″ nord, 1° 50′ 10″ est | « PA00080240 » | Classé     | 1981       | Église Saint-Romain de Wy-dit-Joli-Village                      |
| Hypocauste de Wy-dit-Joli-Village                               | Wy-dit-Joli-Village      | Musée de l'Outil, rue de la Mairie                              | 49° 06′ 11″ nord, 1° 50′ 07″ est | « PA00080241 » | Classé     | 1984       | Hypocauste de Wy-dit-Joli-Village                               |
| Manoir d'Hazeville                                              | Wy-dit-Joli-Village      |                                                                 | 49° 04′ 57″ nord, 1° 48′ 46″ est | « PA00080242 » | Inscrit    | 1981       | Manoir d'Hazeville                                              |